# ملاولی (اسدآباد)
ملاولی (اسدآباد)، روستایی از توابع بخش مرکزی شهرستان اسدآباد در استان همدان ایران است.

## جمعیت
این روستا در دهستان چهاردولی و در دامنه کوه در ارتفاع 2100 متری سطح دریا و در طبیعتی کاملا بکر و دست نخورده و زیبا و پاک قرار دارد  و عمده شغل اهالی این روستا دامپروری و کشاورزی و باغداری است وبزرگ خاندان روستا کلوندی است و براساس سرشماری مرکز آمار ایران در سال ۱۳۹۵، جمعیت آن ۱۵۱ نفر (۴۷خانوار) بوده‌است.دارای قدمت تاریخی وامامزاده بوسوار 